# Toby Erickson
Toby Richard Erickson (20 de julio de 1991) es un luchador estadounidense de lucha grecorromana. Ganó una medalla de bronce en el Campeonato Panamericano de 2016. Tercero en el Campeonato Mundial de Juniores del año 2011.